# Verchojansk
Verchojansk (Russisch: Верхоянск) is de kleinste stad van Rusland, gelegen in de autonome republiek Jakoetië. Ze vormt onderdeel van de oeloes Verchojanski en vormt een gorodskoje poselenieje hierbinnen. De stad ligt aan de Jana nabij de Noordpoolcirkel op zo'n 675 kilometer van Jakoetsk en 72 kilometer ten zuidwesten van het oeloescentrum Batagaj.
De stad had 1434 inwoners bij de Russische volkstelling van 2002. Enkel vanwege haar geschiedenis wordt ze een stad genoemd.

## Geschiedenis
In 1638 werd een winternederzetting door Kozakken gesticht op 90 kilometer van de huidige stad. In 1775 werd die volledig verplaatst naar de linkeroever van de Jana om het innen van de huidenbelastingen (jasak) gemakkelijker te maken. Ze kreeg de status van stad in 1817. Tussen 1860 en 1917 werd ze vooral gebruikt als politiek verbanningsoord. Om de plaats werd in 1922 gevochten door bolsjewieken en mensjewieken. De Rode-Legersoldaten die hier stierven werden hier begraven in een massagraf.

## Economie
De economie van de plaats is gericht op de landbouw met onder andere een paardenfokkerij en een rendierhouderij. De stad vormt een centrum voor de bosbouw in de omgeving en heeft een rivierhaven. Ook zijn er veel pelsjagers.

## Klimaat
Verchojansk is bekend vanwege de extreem lage wintertemperaturen die er heersen. Zo is de gemiddelde januaritemperatuur er −47 °C en de gemiddelde jaartemperatuur −15,3 °C. Ze ligt in het koudste gebied van het noordelijk halfrond. De windsnelheid bedraagt er gemiddeld 1,3 m/s en de relatieve luchtvochtigheid 69%.
Op 15 januari 1885 werd onder leiding van wetenschapper Alexander von Bunge een temperatuur van −67,1 °C geregistreerd. In februari 1892 werd een nog lagere temperatuur van −69,8 °C geregistreerd. In het boek van de waarnemer werd echter een meetfout geconstateerd ter grootte van 2 °C. Deze meetfout werd gecorrigeerd en zodoende wordt nu −67,8 °C gezien als de laagste temperatuur die ooit in Verchojansk is gemeten, 0,1 graad lager dan in Ojmjakon.
Het temperatuursverschil tussen winter en zomer is op weinig plaatsen groter dan in Verchojansk. Het kan oplopen tot meer dan 100 °C verschil, want het warmterecord bedraagt er 38,0 °C., gemeten op 20 juni 2020. In die maand trad een reeks van 11 dagen op met een maximum boven 30 °C. Over de hele maand was het 6,0 °C. te warm, een record.
| Maand                       | jan   | feb   | mrt   | apr   | mei   | jun  | jul  | aug  | sep   | okt   | nov   | dec   | Jaar  |
| --------------------------- | ----- | ----- | ----- | ----- | ----- | ---- | ---- | ---- | ----- | ----- | ----- | ----- | ----- |
| Hoogste maximum (°C)        | −9,5  | −0,3  | 4,5   | 14,3  | 28,1  | 38,0 | 37,3 | 33,7 | 25,1  | 14,5  | 1,1   | −5,3  | 38    |
| Gemiddeld maximum (°C)      | −45,2 | −39,3 | −20,9 | −4,1  | 8,8   | 19,4 | 22,4 | 18,4 | 8,6   | −9,2  | −33,3 | −42,2 | −9,6  |
| Gemiddelde temperatuur (°C) | −47,0 | −42,7 | −30   | −12,9 | 2,8   | 13,0 | 15,2 | 10,8 | 2,4   | −14,9 | −36,7 | −43,6 | −15,2 |
| Gemiddeld minimum (°C)      | −51,0 | −47,9 | −39,1 | −23,5 | −4,5  | 6,1  | 8,4  | 4,4  | −2,8  | −19,4 | −40,0 | −47,9 | −21,3 |
| Laagste minimum (°C)        | −67,8 | −67,8 | −60,3 | −57,2 | −34,2 | −7,9 | −3,2 | −9,9 | −21,7 | −48,7 | −57,2 | −64,5 | −67,8 |
|                             |       |       |       |       |       |      |      |      |       |       |       |       |       |
| Neerslag (mm)               | 7     | 7     | 5     | 7     | 12    | 26   | 36   | 29   | 15    | 14    | 10    | 10    | 178   |
| Bron: (ru) Weer en klimaat  |       |       |       |       |       |      |      |      |       |       |       |       |       |

## Demografie
| 1897 | 1959  | 1970  | 1979  | 1989  | 2002  |
| ---- | ----- | ----- | ----- | ----- | ----- |
| 400  | 1.400 | 1.900 | 1.700 | 1.900 | 1.400 |

Oeloesen: Abyjski · Aldanski · Allaichovski · Amginski · Anabarski · Boeloenski · Verchneviljoejski · Verchnekolymski · Verchojanski · Viljoejski · Gorny · Zjiganski · Kobjajski · Lenski · Megino-Kangalasski · Mirninski · Momski · Namski · Nerjoengrinski · Nizjnekolymski · Njoerbinski · Ojmjakonski · Olenjokski · Oljokminski · Srednekolymski · Soentarski · Tattinski · Tomponski · Oest-Aldanski · Oest-Majski · Oest-Janski · Changalasski · Tsjoeraptsjinski · Eveno-Bytantajski

Bestuurlijk centrum: Jakoetsk

Grote steden: Aldan · Lensk · Mirny · Nerjoengri · Njoerba · Oedatsjny · Oljokminsk · Pokrovsk · Srednekolymsk · Tommot · Verchojansk · Viljoejsk